# جو ينغلينغ
جو ينغلينغ (بالإنجليزية: Joe Yingling)‏ هو لاعب كرة قاعدة أمريكي، ولد في 28 فبراير 1867 في بالتيمور في الولايات المتحدة، وتوفي بنفس المكان في 22 أكتوبر 1903.

## وصلات خارجية
- جو ينغلينغ على موقعبيزبول رفرنس.كوم (الدوري الرئيسي) (الإنجليزية)
- جو ينغلينغ على موقعبيزبول رفرنس.كوم (الدوري الثانوي) (الإنجليزية)